# Margrietooglapmot
De margrietooglapmot (Bucculatrix nigricomella) is een vlinder uit de familie ooglapmotten (Bucculatricidae). De wetenschappelijke naam is voor het eerst geldig gepubliceerd in 1839 door Zeller.
De soort komt voor in Europa. In Nederland is de mot vrij algemeen. De larve leeft op het blad van gewone margriet (Leucanthemum vulgare).

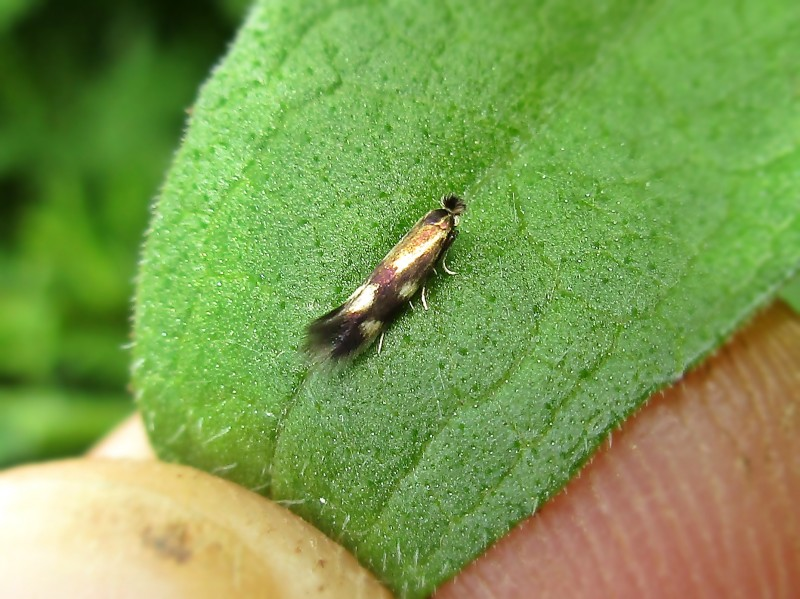
Margrietooglapmot in 2017 aangetroffen in Elst (Gelderland)